# Serafitki
Serafitki, właśc. Zgromadzenie Córek Matki Bożej Bolesnej – żeńskie katolickie zgromadzenie zakonne.
Zgromadzenie Córek Matki Bożej Bolesnej opiera swą duchowość na duchowości franciszkańskiej. Zgromadzenie zostało założone w 1881 roku przez kapucyna bł. o. Honorata Koźmińskiego i Małgorzatę Szewczyk w celu odrodzenia religijnego i moralnego narodu. Serafitki zgodnie ze swoim powołaniem niosą pomoc starszym i ubogim, prowadzą placówki oświatowe, czyli świetlice i przedszkola. Zajmują się przede wszystkim ludźmi niesamodzielnymi, nieuleczalnie chorymi, osobami starszymi i upośledzonymi dziećmi.
Dom Generalny znajduje się w Krakowie przy ulicy Łowieckiej 3. W Polsce istnieją 3 domy prowincjalne zrzeszające mniejsze placówki. Są to Domy Prowincjalne w Poznaniu, Oświęcimiu, Rzeszowie (wcześniej we Lwowie i Przemyślu). Podział ten datuje się na rok 1932 (ze zmianą lokalizacji domu prowincjalnego z Przemyśla do Rzeszowa w roku 2014). Obecnie w Polsce serafitki prowadzą: zakłady opiekuńczo-wychowawcze dla osób niepełnosprawnych, kuchnie dla ubogich, zakłady opiekuńczo-lecznicze dla osób starszych, świetlice środowiskowe, przedszkola. W Bieździedzy prowadzą przedszkole ufundowane w 1910 r. przez E. Romera.
W 2017 r. część sióstr serafitek pracowało poza polskimi granicami: na Białorusi (Sopoćkinie) i Ukrainie (Kamionka Buska), w Teksasie w Stanach Zjednoczonych, we Francji, Włoszech i Szwecji, a także w Gabonie w Afryce i w Boliwii w Ameryce Południowej.
Ze zgromadzenia serafitek wywodzi się błogosławiona Sancja Szymkowiak.
Jedną z członkiń zgromadzenia pod imieniem Maria Eligia był Leopoldyna Stawecka, dowódca oddziałów Ochotniczej Legii Kobiet, porucznik Legionów Polskich.
Beatyfikacja założycielki zgromadzenia serafitek, Małgorzaty Łucji Szewczyk, odbyła się 9 czerwca 2013 w Krakowie.